# Проклятый «Юнайтед»
«Проклятый „Юнайтед“» (англ. The Damned United) — спортивная драма 2009 года, снятая режиссёром Томом Хупером по одноимённому книжному бестселлеру Дэвида Писа, основанному на авторской оценке деятельности Брайана Клафа на посту главного тренера футбольного клуба «Лидс Юнайтед» в 1974 году. Сначала фильм должен был снимать Стивен Фрирз, однако в ноябре 2007 года он покинул проект. Том Хупер занял его место и снимал фильм с мая по июль 2008 года. Премьера кинокартины состоялась 27 марта 2009 года в Великобритании.

## Сюжет
После ухода главного тренера «Лидса» Дона Реви на должность главного тренера сборной Англии руководство клуба приглашает на его место Брайана Клафа, который ранее смог вывести скромный клуб «Дерби Каунти» в Первый дивизион Футбольной лиги и сделать команду её победителем в 1972 году. В 1973 году Клаф дошёл с «Дерби» до полуфинала Кубка европейских чемпионов, но уже в следующем году из-за конфликта с руководством клуба вместе с помощником Питером Тэйлором покинул его.
Брайану поступает предложение возглавить футбольный клуб «Лидс Юнайтед», являющийся лидером чемпионата Англии. Хотя Клаф неоднократно критиковал игроков этой команды за грубую игру и конфликтовал с их бывшим тренером, он принимает это предложение. Но в «Лидс Юнайтед» отказывается переходить Питер Тэйлор, много лет помогавший ему в тренерской работе.
В итоге Клаф руководил командой всего 44 дня. Игроки команды относятся к нему с ненавистью из-за его отношения к их бывшему тренеру и их игре. После этого Брайана увольняют с поста главного тренера, и он вместе со своим помощником уходит в «Ноттингем Форест».
В эпилоге фильма говорится о том, что Дон Реви показал свою полную несостоятельность как главный тренер английской сборной и впоследствии никогда не работал в Англии, переехав на Ближний Восток. Брайан Клаф и Питер Тэйлор воссоединились в клубе «Ноттингем Форест», где смогли повторить свои достижения с «Дерби», выведя клуб в первый дивизион и выиграв с ним чемпионат Англии, а в дальнейшем дважды став обладателями Кубка чемпионов. В конце фильма Клафа называют «лучшим тренером, который никогда не тренировал сборную Англии».

## В ролях
- Майкл Шин — Брайан Клаф, бывший главный тренер «Дерби Каунти», новый главный тренер «Лидс Юнайтед».
- Тимоти Сполл — Питер Тэйлор, помощник Клафа в «Дерби Каунти».
- Морис Роевз — Джимми Гордон, помощник Клафа в «Лидс Юнайтед».
- Элизабет Карлинг — Барбара Клаф, жена Брайана Клафа.
- Колм Мини — Дон Реви, бывший главный тренер «Лидса», новый главный тренер сборной Англии.
- Стивен Грэм — Билли Бремнер, капитан «Лидс Юнайтед».
- Генри Гудман — Мени Кузинс, президент клуба «Лидс Юнайтед».
- Джимми Реддингтон — Кейт Арчер, генеральный менеджер «Лидса».
- Лайам Томас — Лес Кукер, ассистент Реви в «Лидсе» и сборной Англии.

## Съёмки

### Подготовка к созданию фильма
В 2006 году Стивен Фрирз прочитал книгу «Проклятый Юнайтед» во время поездки на Венецианский кинофестиваль. Книга ему понравилась, о чём он сказал продюсеру своего предыдущего фильма, «Королевы» Энди Харрису. Он послал книгу Питеру Моргану, с которым он также участвовал в работе над фильмом «Королева», накануне его премьеры в Венеции. Моргану понравилась эта идея. Работа над проектом продолжилась в феврале 2007 года, когда исполнительный продюсер BBC Films Кристин Ланган, один из создателей «Королевы» оказался в него вовлечённым. С самого начала Фрирз предложил Майкла Шина на роль Клафа. Он был выбран из-за внешнего сходства с Брайаном Клафом.
С Фрирзом в качестве режиссёра съёмки были намечены на конец 2007 года. Он покинул проект в ноябре, заявив, что он «отправился в преследовании того, что приводит его в тупик». Том Хупер заменил его. Он познакомился с литературой, посвящённой Клафу, а также планировал встретиться с его семьёй и с некоторыми из бывших игроков «Лидса». Кастинг продолжался до мая 2008.

### Съёмки
Съёмочный процесс продлился с 25 мая по 2 июля в Йоркшире, Дерби и на Мальорке.
Автостоянку около стадиона «Элланд Роуд» изменили так, чтобы она была похожей на тренировочную площадку «Лидса». Другие места в Лидсе были сняты там же, где они и находились. За неделю были завершены съёмки в Скарборо, представленном в фильме как Брайтон.

### Прокат
Фильм был выпущен в Великобритании 27 марта 2009 года. В США фильм был выпущен в ограниченном прокате 25 сентября. Мировые сборы фильма составили 3 989 388 долларов.

## Критика
Вдова Брайана Клафа Барбара, критиковавшая книгу, выразила разочарование в её экранизации — по её словам, многие события в ней искажены. Энди Гарри в ответ заявил, что «цель кинематографистов состоит в том, чтобы рассказать замечательную и удивительную историю с универсальными темами успеха, ревности и предательства». Также разочарование семьи Клафа вызвало решение Sony выпустить картину спустя 6 дней после 74-го дня рождения Брайана, хотя работа над ней была давно завершена. Также в фильме были отмечены многочисленные ошибки и несовпадения.